# Nervenscheidentumor
Nervenscheidentumoren sind Tumoren, die vermutlich von Zellen der den Nerven umhüllenden Markscheiden und Weichteilgeweben ausgehen. Häufigster gutartiger Nervenscheidentumor ist das Neurinom. Seltener sind Neurofibrome, Perineuriome und Nervenscheidenmyxome. Ein bösartiger Nervenscheidentumor ist der maligne periphere Nervenscheidentumor (MPNST).
Nervenscheidentumoren können sporadisch oder (seltener) auch im Zusammenhang mit genetischen Erkrankungen wie der Neurofibromatose Typ 1, der Neurofibromatose Typ 2, der familiären Schwannomatose und dem Carney-Komplex auftreten.